# جاسيك باك
جاسيك باك (بالبولندية: Jacek Bąk)‏ (24 مارس 1973 في لوبلين) لاعب كرة قدم بولندي يلعب حاليا في نادي الدرجة الممتازة أوستريا فيينا النمساوي في مركز قلب الدفاع .

## المسيرة الرياضية مع الأندية
بدأ باك مسيرته الرياضية مع نادي موتور لوبلين عندما كان يبلغ من العمر 16 سنة ثم بعد 3 سنوات انتقل إلى نادي ليتش بوزنان . في موسمه الأول ساهم باك في تحقيق بطولة دوري الدرجة الممتازة البولندي وحينها لفت أنظار مدرب منتخب بولندا الذي منحه أول مشاركة في مباراة دولية أمام منتخب قبرص . انتقل بعدها إلى نادي ليون الفرنسي سنة 1995 . في يناير 2002 انتقل إلى نادي لنس وبعد 3 سنوات انتقل إلى نادي الريان القطري حيث امضى في صفوفه سنتين وبعدها قرر الانتقال إلى نادي أوستريا فيينا سنة 2007 .

## المسيرة الرياضية مع المنتخبات
مثل باك منتخب بلاده بولندا في نهائيات بطولة كأس العالم لكرة القدم 2002 التي أقيمت في كوريا الجنوبية واليابان وبطولة كأس العالم لكرة القدم 2006 التي أقيمت في ألمانيا وبطولة كأس الأمم الأوروبية لكرة القدم 2008 التي أقيمت في النمسا وسويسرا وخرج منتخب بولندا من الدور الأول في الثلاث بطولات .
في سنة 2006 تم اتهام باك باستلام رشوة من أجل ترجيح كفة منتخب بلجيكا على حساب منتخب بولندا ضمن تصفيات كأس الأمم الأوروبية لكرة القدم 2008 . في 14 يوليو 2008 قرر الاعتزال دوليا .

## المستوى الشخصي
باك متزوج من أنا ولديه ولد واحد اسمه جاسيك .

## روابط خارجية
- جاسيك باك على موقع الاتحاد الدولي (مؤرشف)  (الإنجليزية)
- جاسيك باك على موقع رابطة كرة القدم الفرنسية للمحترفين (الإنجليزية)
- جاسيك باك على موقع قاعدة بيانات كرة القدم.إي يو (الإنجليزية)
- جاسيك باك على موقع ليكيب (الفرنسية)
- جاسيك باك على موقع ناشيونال فوتبول تيمز (الإنجليزية)
- جاسيك باك على موقع Soccerway.com (الإنجليزية)